# Guinope
Guinope é uma cidade hondurenha do departamento de El Paraíso.